# Siráz

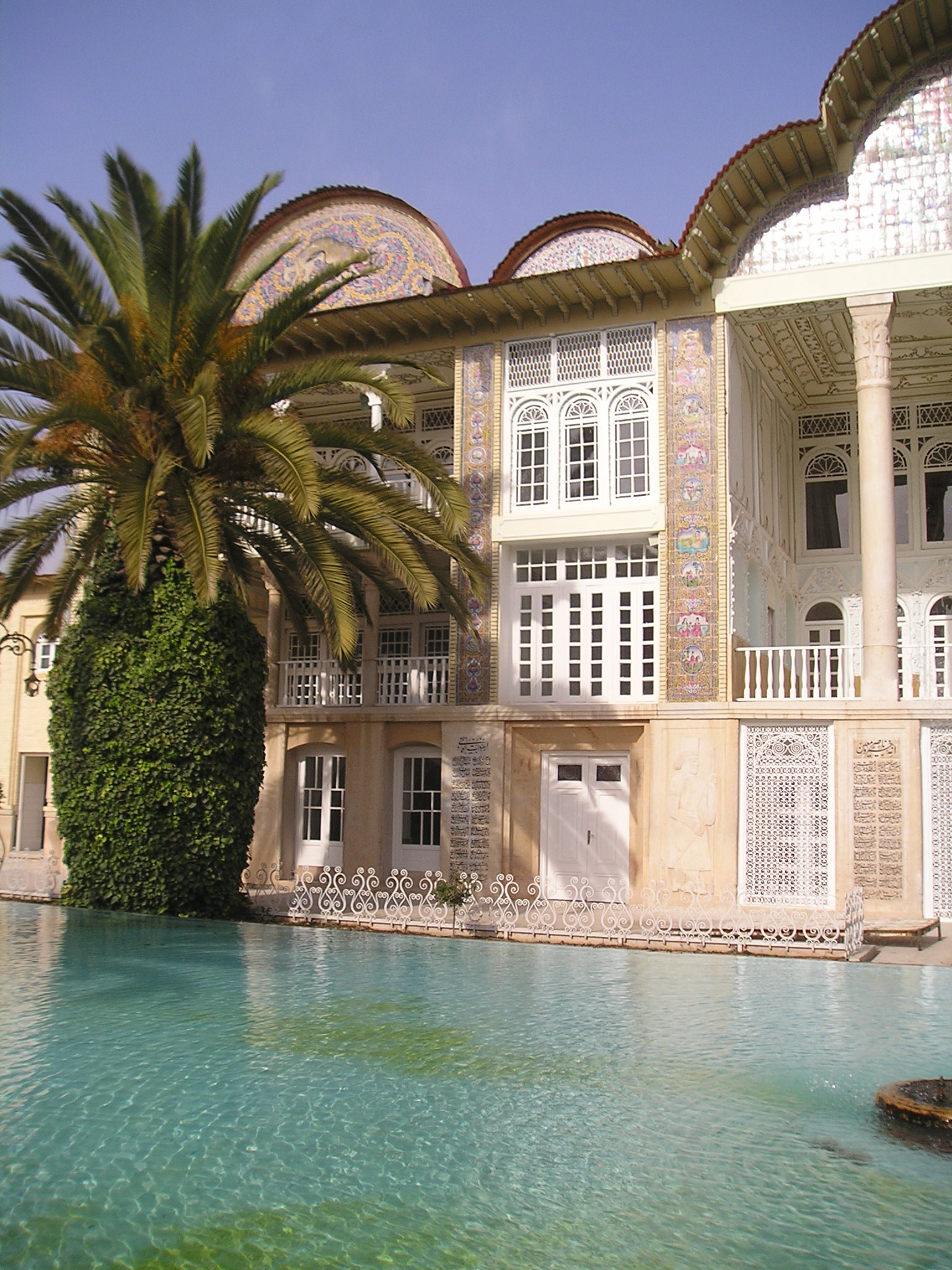
Az Eram Kert, Siráz legnépszerűbb kertje.

Siráz (perzsául: شیراز [Šīrāz]) város Irán délnyugati részében, Teherántól 942 km-re. Fársz tartomány székhelye, Siráz megye székhelye, 2006-os becslés szerint 1,279 millió lakosával az ország hatodik legnépesebb városa.

## Története

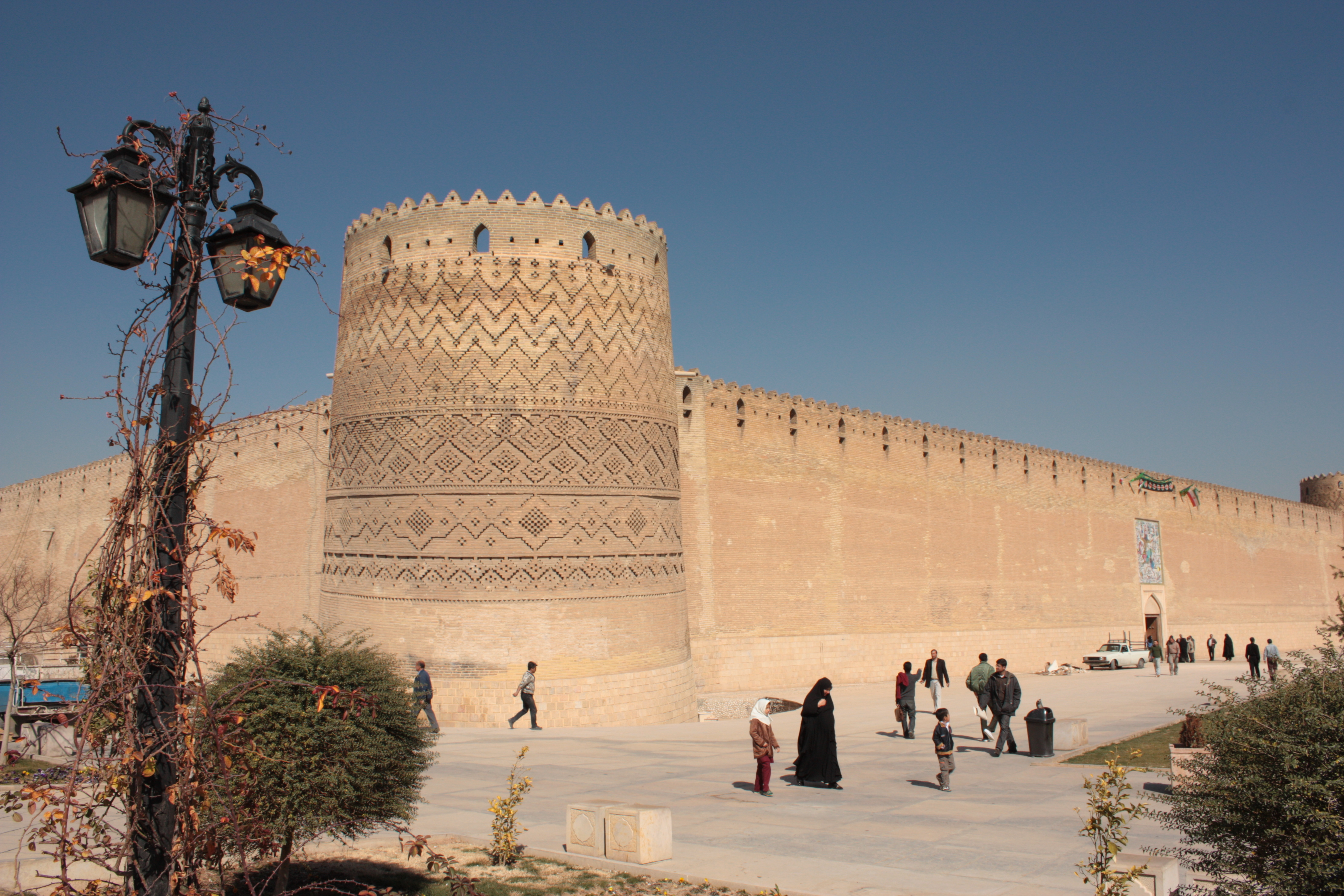
Siráz, Arg

Ősi település, amely a Szászánidák alatt, az arab betörés idejéig csak karavánok pihenőhelyeként volt ismert, későbbi története során azonban többször volt főváros. 1750 és 1781 között, a Zand-dinasztia idején a Perzsa Birodalom fővárosa volt, 1781-től 1794-ig Dél-Irán fővárosa, majd rövid ideig a Szafavida-dinasztia idején is.

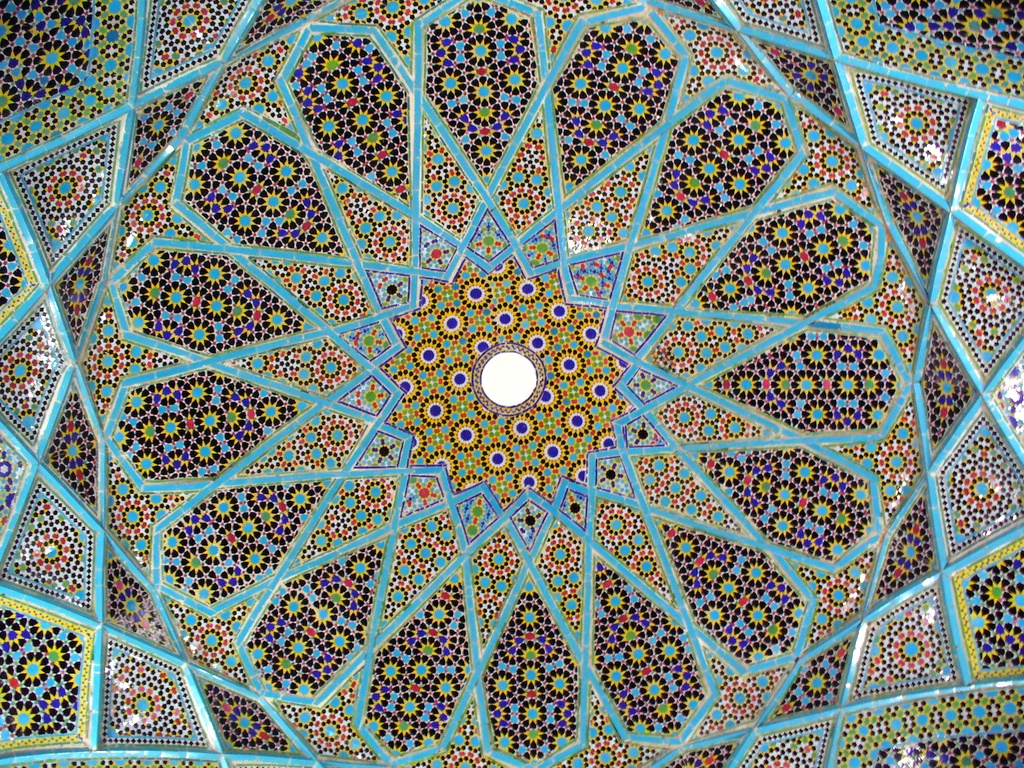
Háfiz mauzóleum (részlet)

A 7. századtól azonban folyamatosan városiasodott., majd a 10. században fallal vették körül. A város már ebben az időben híres volt egyeteméről, mely a bagdadinál is nagyobb volt. Már ekkor 360 terme volt, melyet a 11. században orvosi karral és kórházzal is bővítettek.
A város már Abbasz sah idején rangos hely volt, de igazából csak a 18. században, a Zend-dinasztia alatt lett jelentős hely. 1750-ben Karim kán a fővárosává tette.
A mongolok a várost ugyan nem háborgatták, de a 17. és a 18. században már több katasztrófa: földrengés, járványok, afgán portyázók és belharcok pusztították.
A város nevét az augusztus végén, szeptember elején megtartott fesztiváljai teszik ismertté.
A sok kerttel és gyümölcsfával rendelkező Sirázt az irániak a költészet, a bor, a rózsák és a szerelem városának tartják. Mérsékelt klímájú település, több mint ezer éve regionális kereskedelmi központ.

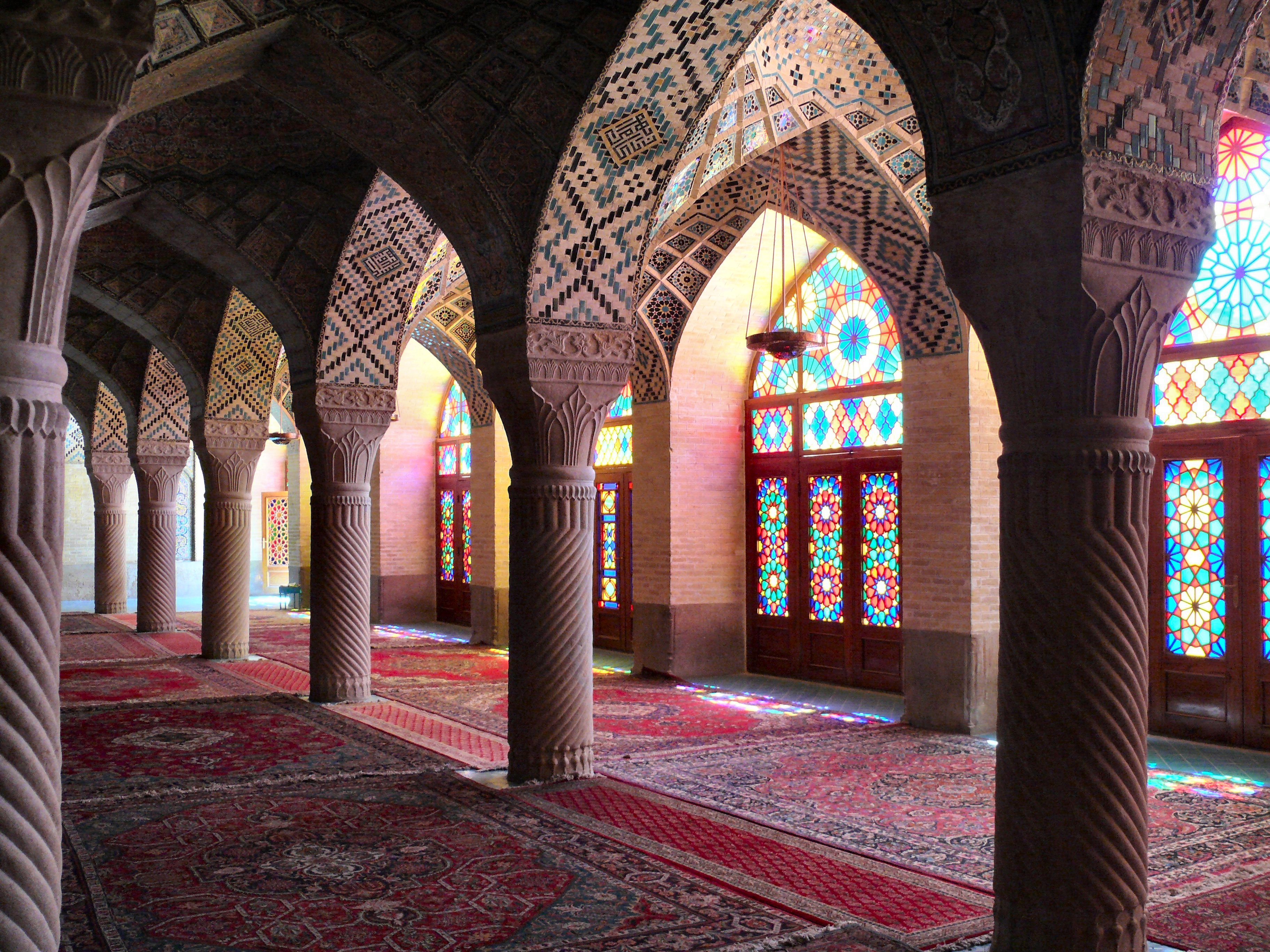
Naszir ol-Molk-mecset

Szőlő- és borkultúrája a régészeti bizonyítékok szerint legalább 1800 éves. 
Siráz városából indult útjára 1844-ben a bahái hit. 1970-ben Sirázban volt annak a szervezőbizottságnak a székhelye, amelyik a pazar, dollármilliókat felemésztő 1971-es perszepoliszi partit szervezte.

## Földrajza
Siráz a Zagrosz-hegység nyúlványaira épült, 1500 méteres magasságban. A szomszédos tartományokhoz képest éghajlata mérsékeltebb, meleg vagy forró nyarakkal és enyhe vagy hűvös telekkel. A város gazdasága részben a tartomány mezőgazdasági termékeire épül (szőlő, citrus gyümölcsök, gyapot és rizs). Irán elektronikai iparának egyik fő központja és helyet ad egy olajfinomítónak is. Híres szőnyegeiről és virágjairól. A városról kapta nevét a siráz szőlőfajta. Rendkívül híres a shirazi bor is

## Közlekedése

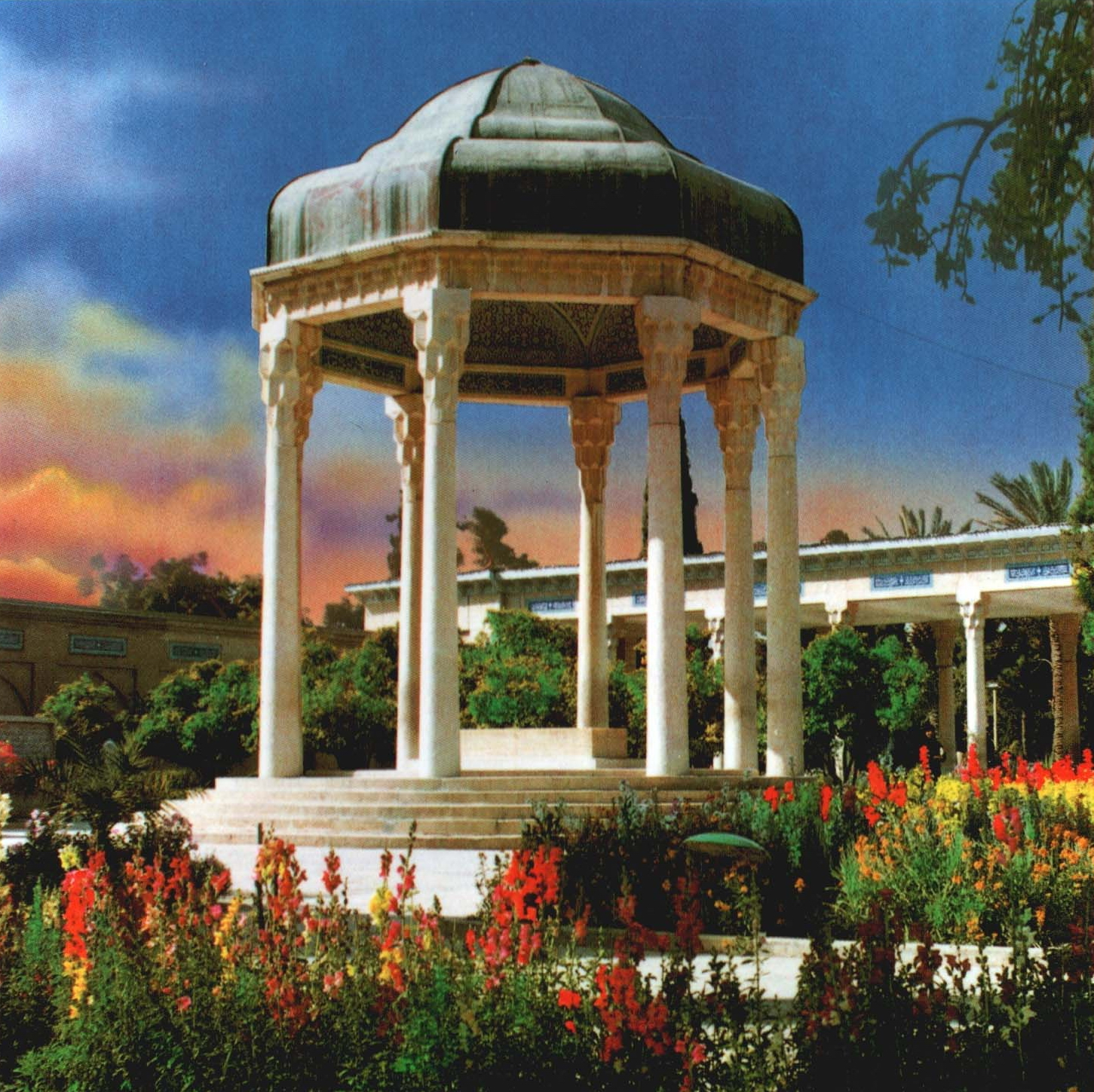
Siráz, Háfiz mauzóleum

A város Iszfahán felől autópályán érhető el, Busehr és a Perzsa-öböl felé normál közúti összeköttetései vannak. Épül a Sirázt Iszfahánnal összekötő vasútvonal, illetve a város metróhálózata, melynek első szakaszát 2014. október 11-én adták át. Az egyes vonal első szakasza a belvárosban található Namazi tértől észak felé vezet az Ehszan térig. A Siráz nemzetközi repülőtér (Shiraz International Airport) Irán déli vidéki részének legnagyobb repülőtere, közvetlen járatokkal Dubajba, Bahreinbe és Katarba.

## Sportja
Siráznak két labdarúgó klubja van, amelyek Irán első ligájában szerepelnek: a Bargh Siráz és a Fadzsre Szepaszi.

## Magyarországi testvérváros
Pécs, Baranya.

## Nevezetességek
- Naszir ol-Molk-mecset
- Korán kapu
- Háfiz mauzóleum
- Szádi mauzóleum
- Pársz múzeum
- Vakil mecset
- Kán medresze
- Citadella
- Mir-Mohammed mauzóleum
- Sirag Sah mauzóleum
- Masdzsid-i Dzsomé
- Szajjed-Ala-ud-Din-Husszein síremléke
- Új mecset
- Anglikán templom